# Magdalena Augusta af Anhalt-Zerbst
Magdalena Augusta af Anhalt-Zerbst ( 13. oktober 1679 − 11. oktober 1740) var af slægten askanierne som datter af fyrst Karl Vilhelm af Anhalt-Zerbst og dennes hustru Sophia af Sachsen-Weissenfels. Magdalena Augusta fik i 1696 titel af hertuginde af Sachsen-Gotha-Altenburg ved sit ægteskab med hertug Frederik 2. 
Hertugparret fik 19 børn (og var oldeforældre til bl.a. kong George 3. af Storbritannien);
- Sophie (1697-1703)
- Frederick (1699-1772), arvede hertugdømmet efter sin fader
- Wilhelm (1701-1771)
- Karl Friedrich (1702-1703)
- Johann August (1704-1767)
- Christian (1705)
- Christian Wilhelm (1706-1748)
- Ludwig Ernst (1707-1763)
- Emanuel (1709-1710)
- Moritz (1711-1777)
- Sophie (1712)
- Karl (1714-1715)
- Friederike (1715-1775)
- Magdalen Sybille (1718)
- Augusta (1719-1772), fyrstinde af Wales som ægtefælle til Frederik Ludvig af Wales
- Johann Adolf (1731-1799)